# 10-Kyoustendil (circonscription électorale)
La circonscription électorale 10-Kyoustendil correspond à l'oblast du même nom et envoie 4 députés à l'Assemblée nationale de Bulgarie.

## Résultats électoraux

### Élections législatives de 2022
| Partis                 | Partis                                             | Voix    | %     | Sièges | +/-           | Élus (% valide au vote préférentiel) |
| ---------------------- | -------------------------------------------------- | ------- | ----- | ------ | ------------- | ------------------------------------ |
|                        | Coalition GERB-SDS                                 | 14 011  | 33,66 | 1      |               | Hristo Terziyski (55,42%)            |
|                        | Nous continuons le changement                      | 7 678   | 18,45 | 1      | en stagnation | Georgi Stamov (81,42%)               |
|                        | BSP pour la Bulgarie                               | 4 903   | 11,78 | 1      | en stagnation | Boyko Klechkov (77,79%)              |
|                        | Renaissance                                        | 3 871   | 9,30  | 0      | en stagnation |                                      |
|                        | Réveil bulgare                                     | 2 661   | 6,39  | 0      | Nv.           |                                      |
|                        | Il y a un tel peuple                               | 1 643   | 3,95  | 0      | 1             |                                      |
|                        | Bulgarie démocratique                              | 1 425   | 3,42  | 1      | 1             | Nikolay Tabakov (88,07%)             |
|                        | Mouvement des droits et des libertés               | 1 287   | 3,09  | 0      | en stagnation |                                      |
|                        | Debout.BG ! Nous arrivons !                        | 764     | 1,84  | 0      | en stagnation |                                      |
|                        | VMRO - Mouvement national bulgare                  | 482     | 1,16  | 0      | en stagnation |                                      |
|                        | Mouvement des candidats indépendants               | 186     | 0,45  | 0      | en stagnation |                                      |
|                        | Union nationale Attaque                            | 147     | 0,35  | 0      | en stagnation |                                      |
|                        | Coalition pour toi Bulgarie                        | 121     | 0,29  | 0      | en stagnation |                                      |
|                        | Social-démocratie bulgare - EuroGauche             | 113     | 0,27  | 0      | en stagnation |                                      |
|                        | Bulgarie juste                                     | 108     | 0,26  | 0      | en stagnation |                                      |
|                        | Russophiles pour le renouveau de la patrie         | 90      | 0,22  | 0      | en stagnation |                                      |
|                        | Union bulgare pour la démocratie directe           | 87      | 0,21  | 0      | en stagnation |                                      |
|                        | Démocratie directe                                 | 85      | 0,20  | 0      | en stagnation |                                      |
|                        | Voix du peuple                                     | 78      | 0,19  | 0      | en stagnation |                                      |
|                        | Mouvement national - Unité                         | 68      | 0,16  | 0      | Nv.           |                                      |
|                        | La Bulgarie du travail et de l'intelligence        | 65      | 0,16  | 0      | en stagnation |                                      |
|                        | Front national pour le salut de la Bulgarie        | 60      | 0,14  | 0      | en stagnation |                                      |
|                        | Union conservatrice de la droite                   | 58      | 0,14  | 0      | en stagnation |                                      |
|                        | Morale, Initiative et Patriotisme                  | 56      | 0,13  | 0      | en stagnation |                                      |
|                        | Parti populaire - La Vérité et seulement la vérité | 38      | 0,09  | 0      | Nv.           |                                      |
|                        | Pravoto                                            | 31      | 0,07  | 0      | en stagnation |                                      |
|                        | Union nationale bulgare - Nouvelle démocratie      | 30      | 0,07  | 0      | en stagnation |                                      |
|                        | Unification nationale bulgare                      | 20      | 0,05  | 0      | en stagnation |                                      |
|                        | « Aucun de ces choix »                             | 1 458   | 3,50  | –      | –             | –                                    |
|                        |                                                    |         |       |        |               |                                      |
| Suffrages exprimés     | Suffrages exprimés                                 | 41 624  | 99,63 |        |               |                                      |
| Votes nuls             | Votes nuls                                         | 155     | 0,37  |        |               |                                      |
| Total                  | Total                                              | 41 779  | 100   | 4      | en stagnation | –                                    |
| Abstentions            | Abstentions                                        | 87 127  | 67,59 |        |               |                                      |
| Inscrits/Participation | Inscrits/Participation                             | 128 906 | 32,41 |        |               |                                      |

### Élections législatives de 2023
| Partis                 | Partis                                                | Voix    | %     | Sièges | +/-           | Élus                                    |
| ---------------------- | ----------------------------------------------------- | ------- | ----- | ------ | ------------- | --------------------------------------- |
|                        | Coalition GERB-SDS                                    | 14 850  | 35,50 | 2      | 1             | Radoslava Chekanska et Hristo Terziyski |
|                        | Nous continuons le changement - Bulgarie démocratique | 8 085   | 19,33 | 1      | 1             | Georgi Stamov                           |
|                        | Renaissance                                           | 5 776   | 13,81 | 1      | 1             | Dimcho Dimchev                          |
|                        | BSP pour la Bulgarie                                  | 5 219   | 12,48 | 0      | 1             |                                         |
|                        | Il y a un tel peuple                                  | 1 733   | 4,14  | 0      | en stagnation |                                         |
|                        | Mouvement des droits et des libertés                  | 1 111   | 2,66  | 0      | en stagnation |                                         |
|                        | Réveil bulgare                                        | 1 045   | 2,50  | 0      | en stagnation |                                         |
|                        | La Gauche !                                           | 1 037   | 2,48  | 0      | en stagnation |                                         |
|                        | Bulgarie neutre                                       | 207     | 0,49  | 0      | en stagnation |                                         |
|                        | Ensemble                                              | 196     | 0,47  | 0      | en stagnation |                                         |
|                        | Parti populaire - La Vérité et seulement la vérité    | 160     | 0,38  | 0      | en stagnation |                                         |
|                        | Hors de l'UE et de l'OTAN                             | 112     | 0,27  | 0      | en stagnation |                                         |
|                        | Social-démocratie bulgare - EuroGauche                | 90      | 0,22  | 0      | en stagnation |                                         |
|                        | Mouvement national pour la stabilité et le progrès    | 87      | 0,21  | 0      | en stagnation |                                         |
|                        | Union conservatrice de la droite                      | 85      | 0,20  | 0      | en stagnation |                                         |
|                        | Voix du peuple                                        | 78      | 0,19  | 0      | en stagnation |                                         |
|                        | Unification nationale bulgare                         | 43      | 0,10  | 0      | en stagnation |                                         |
|                        | Morale, Initiative et Patriotisme                     | 43      | 0,10  | 0      | en stagnation |                                         |
|                        | Union nationale bulgare - Nouvelle démocratie         | 34      | 0,08  | 0      | en stagnation |                                         |
|                        | Union bulgare pour la démocratie directe              | 32      | 0,08  | 0      | en stagnation |                                         |
|                        | Parti socialiste - Voie bulgare                       | 13      | 0,03  | 0      | en stagnation |                                         |
|                        | « Aucun de ces choix »                                | 1 826   | 4,37  | –      | –             | –                                       |
|                        |                                                       |         |       |        |               |                                         |
| Suffrages exprimés     | Suffrages exprimés                                    | 41 826  | 98,43 |        |               |                                         |
| Votes nuls             | Votes nuls                                            | 668     | 1,57  |        |               |                                         |
| Total                  | Total                                                 | 42 530  | 100   | 4      | en stagnation | –                                       |
| Abstentions            | Abstentions                                           | 85 733  | 66,84 |        |               |                                         |
| Inscrits/Participation | Inscrits/Participation                                | 128 263 | 33,16 |        |               |                                         |